# IC 3829
IC 3829 је спирална галаксија у сазвјежђу Хидра која се налази на листи објеката дубоког неба у Индекс каталогу.
Деклинација објекта је - 27° 46' 59" а ректасцензија 12h 51m 32,5s. Привидна величина (магнитуда) објекта IC 3829 износи 13,3 а фотографска магнитуда 14,1. IC 3829 је још познат и под ознакама ESO 442-24, MCG -5-30-10, AM 1248-273, IRAS 12488-2730, PGC 43558.